# بادي دير
بادي دير (بالإنجليزية: Buddy Dear)‏ هو لاعب كرة قاعدة أمريكي، ولد في 1 ديسمبر 1905 في نورفولك في الولايات المتحدة، وتوفي في 29 أغسطس 1989 في رادفورد في الولايات المتحدة.

## وصلات خارجية
- بادي دير على موقعبيزبول رفرنس.كوم (الدوري الرئيسي) (الإنجليزية)